# Copa de l'RDA de futbol
La Copa de la República Democràtica Alemanya de futbol (en alemany: FDGB-Pokal, Freier Deutscher Gewerkschaftsbund Pokal; literalment en català: Copa de la Federació Sindical lliure alemanya) fou una competició nacional de futbol de la República Democràtica Alemanya, creada la temporada 1949. De caràcter anual, fou organitzada per la Federació Sindical Lliure Alemanya. Hi participen els equips de les dues primeres divisions de la Lliga alemanya (DDR-Oberliga i DDR-Liga) competint en format de sistema d'eliminació directa. Els dos equips finalistes disputen la gran final en una seu neutral, que determina el campió de la competició. L'equip guanyador tenia dret a participar en la Recopa d'Europa de la temporada següent. Després de la caiguda del mur de Berlin i la reunificació d'Alemanya, l'interès públic va disminuir considerablement i, per aquest motiu, l'última edició se celebrà el 1991, essent el Hansa Rostock el darrer campió. Els dominadors històrics de la competició són el 1.FC Magdeburg (1964, 1965, 1969, 1973, 1978, 1979, 1983) i el SG Dynamo Dresden (1952, 1971, 1977, 1982, 1984, 1985, 1990), amb set títols respectivament.

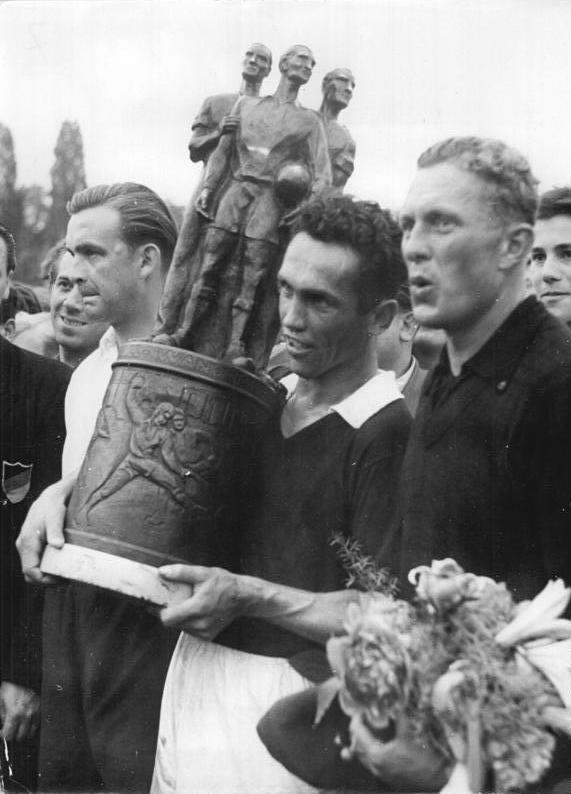
Copa de l'RDA de 1955.

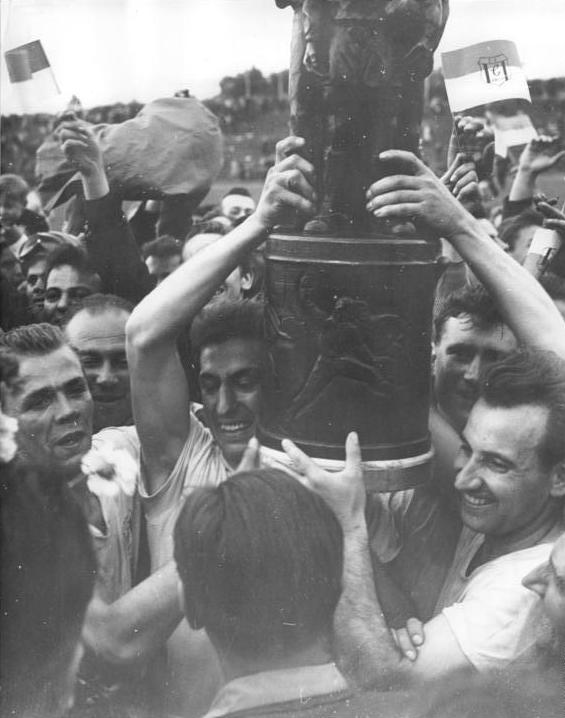
Copa de l'RDA de 1962.

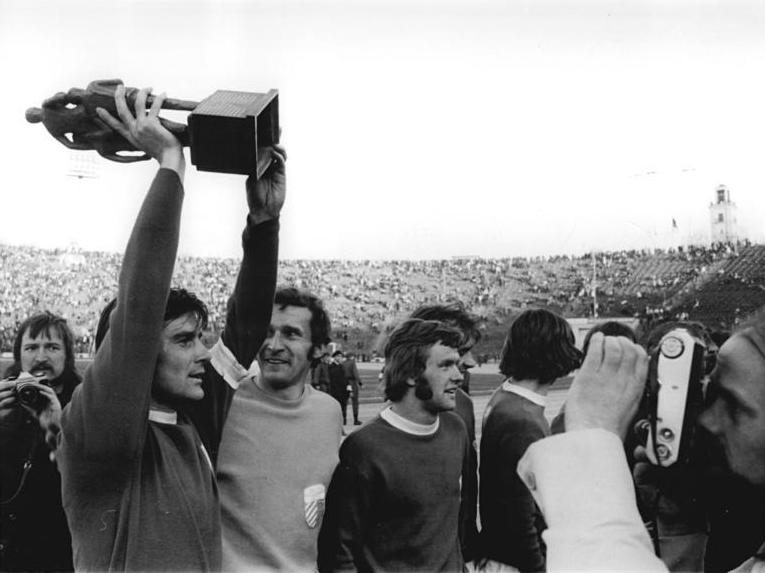
Copa de l'RDA de 1974.

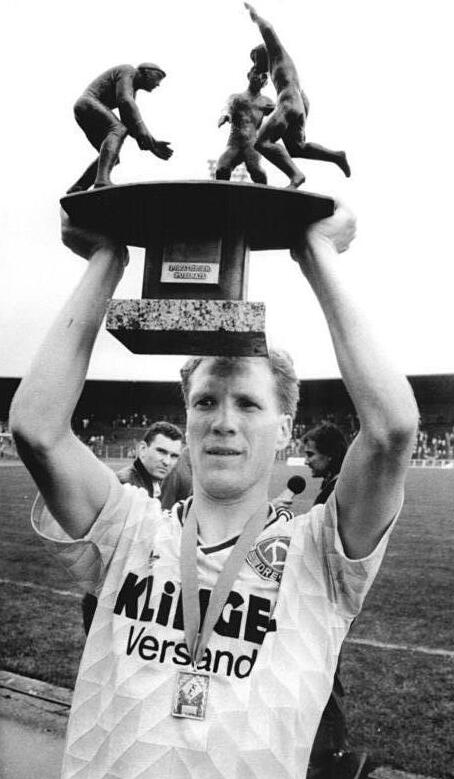
Matthias Sammer del Dynamo Dresden celebra la victòria contra PSV Schwerin el juny de 1990.

## Historial
Font:
| En negreta = Equip guanyador (prò.) = Pròrroga (p.) = Penals (1) = Nombre de títols Nota: Noms dels equips segons l'època |

| Edició                                                               | Temp.   | Data       | Campió                        | Resultat           | Finalista                   | Seu                                   | refs   |
| -------------------------------------------------------------------- | ------- | ---------- | ----------------------------- | ------------------ | --------------------------- | ------------------------------------- | ------ |
| I                                                                    | 1949    | 28-08-1949 | BSG Waggonbau Dessau (1)      | 1-0                | BSG Gera Süd                | Kurt-Wabbel-Stadion, Halle            | [ 2 ]  |
| II                                                                   | 1949-50 | 03-09-1950 | BSG EHW Thale (1)             | 4-0                | BSG KWU Erfurt              | Walter-Ulbricht-Stadion, Berlín O.    | [ 3 ]  |
| no es disputà la temporada 1950-51                                   |         |            |                               |                    |                             |                                       |        |
| III                                                                  | 1951-52 | 14-09-1952 | SG Volkspolizei Dresden (1)   | 3-0                | BSG Einheit Pankow          | St. an der Normannenstraße, Berlín O. | [ 4 ]  |
| l'edició 1952-53 fou interrompuda i es continuà la següent temporada |         |            |                               |                    |                             |                                       |        |
| IV                                                                   | 1953-54 | 03-07-1954 | ZSK Vorwärts Berlin (1)       | 2-1                | BSG Motor Zwickau           | Heinz-Steyer-Stadion, Dresden         | [ 5 ]  |
| V                                                                    | 1954-55 | 19-06-1955 | SC Wismut Karl-Marx-Stadt (1) | 3-2 (prò.)         | SC Empor Rostock            | Bruno-Plache-Stadion, Leipzig         | [ 6 ]  |
| VI                                                                   | 1956    | 16-12-1956 | SC Chemie Halle (1)           | 2-1                | ZSK Vorwärts Berlin         | Ernst-Grube-Stadion, Magdeburg        | [ 7 ]  |
| VII                                                                  | 1957    | 22-12-1957 | SC Lokomotive Leipzig (1)     | 2-1 (prò.)         | SC Empor Rostock            | Ernst-Thälmann-Stadion, Karl-Marx-S.  | [ 8 ]  |
| VIII                                                                 | 1958    | 14-12-1958 | SC Einheit Dresden (1)        | 2-1 (prò.)         | SC Lokomotive Leipzig       | Max-Reimann-Stadion, Cottbus          | [ 9 ]  |
| IX                                                                   | 1959    | 06-12-1959 | SC Dynamo Berlin (1)          | 0-0 (prò.)         | SC Wismut Karl-Marx-Stadt   | Heinz-Steyer-Stadion, Dresden         | [ 10 ] |
| IX                                                                   | 1959    | 13-12-1959 | SC Dynamo Berlin (1)          | 3-2 (rep.)         | SC Wismut Karl-Marx-Stadt   | Bruno-Plache-Stadion, Leipzig         | [ 10 ] |
| X                                                                    | 1960    | 07-12-1960 | SC Motor Jena (1)             | 3-2 (prò.)         | SC Empor Rostock            | Ernst-Grube-Stadion, Magdeburg        | [ 11 ] |
| no es disputà el 1961 per canvi de dates a un calendari tardor-estiu |         |            |                               |                    |                             |                                       |        |
| XI                                                                   | 1961-62 | 10-06-1962 | SC Chemie Halle (2)           | 3-1                | SC Dynamo Berlin            | Ernst-Thälmann-Stadion, Karl-Marx-S.  | [ 12 ] |
| XII                                                                  | 1962-63 | 01-05-1963 | BSG Motor Zwickau (1)         | 3-0                | BSG Chemie Zeitz            | Vlad. I. Lenin Stadion, Altenburg     | [ 13 ] |
| XIII                                                                 | 1963-64 | 13-06-1964 | SC Aufbau Magdeburg (1)       | 3-2                | SC Leipzig                  | Paul-Grefzu-Stadion, Dessau           | [ 14 ] |
| XIV                                                                  | 1964-65 | 08-05-1965 | SC Aufbau Magdeburg (2)       | 2-1                | SC Motor Jena               | Fr.-Ludwig-Jahn-Sportpark, Berlín O.  | [ 15 ] |
| XV                                                                   | 1965-66 | 30-04-1966 | BSG Chemie Leipzig (1)        | 1-0                | BSG Lokomotive Stendal      | Stadion Müllerwiese, Bautzen          | [ 16 ] |
| XVI                                                                  | 1966-67 | 30-04-1967 | BSG Motor Zwickau (2)         | 3-0                | FC Hansa Rostock            | Stahl-Stadion, Brandenburg            | [ 17 ] |
| XVII                                                                 | 1967-68 | 09-06-1968 | 1. FC Union Berlin (1)        | 2-0                | FC Carl Zeiss Jena          | Kurt-Wabbel-Stadion, Halle            | [ 18 ] |
| XVIII                                                                | 1968-69 | 01-06-1969 | 1. FC Magdeburg (3)           | 4-0                | FC Karl-Marx-Stadt          | Rudolf-Harbig-Stadion, Dresden        | [ 19 ] |
| XIX                                                                  | 1969-70 | 13-06-1970 | FC Vorwärts Berlin (2)        | 4-2                | 1. FC Lokomotive Leipzig    | Dynamo-Stadion, Dresden               | [ 20 ] |
| XX                                                                   | 1970-71 | 02-06-1971 | SG Dynamo Dresden (2)         | 2-1 (prò.)         | Berliner FC Dynamo          | Kurt-Wabbel-Stadion, Halle            | [ 21 ] |
| XXI                                                                  | 1971-72 | 14-05-1972 | FC Carl Zeiss Jena (2)        | 2-1                | SG Dynamo Dresden           | Zentralstadion, Leipzig               | [ 22 ] |
| XXII                                                                 | 1972-73 | 01-05-1973 | 1. FC Magdeburg (4)           | 3-2                | 1. FC Lokomotive Leipzig    | Paul-Greifzu-Stadion, Dessau          | [ 23 ] |
| XXIII                                                                | 1973-74 | 13-04-1974 | FC Carl Zeiss Jena (3)        | 3-1 (prò.)         | SG Dynamo Dresden           | Leipzig, Zentralstadion, Leipzig      | [ 24 ] |
| XXIV                                                                 | 1974-75 | 14-06-1975 | BSG Sachsenring Zwickau (3)   | 2-2 (prò.) (4-3 p) | SG Dynamo Dresden           | Stadion der Weltjugend, Berlín O.     | [ 25 ] |
| XXV                                                                  | 1975-76 | 01-05-1976 | 1. FC Lokomotive Leipzig (2)  | 3-0                | FC Vorwärts Frankfurt       | Stadion der Weltjugend, Berlín O.     | [ 26 ] |
| XXVI                                                                 | 1976-77 | 28-05-1977 | SG Dynamo Dresden (3)         | 3-2                | 1. FC Lokomotive Leipzig    | Stadion der Weltjugend, Berlín O.     | [ 27 ] |
| XXVII                                                                | 1977-78 | 29-04-1978 | 1. FC Magdeburg (5)           | 1-0                | SG Dynamo Dresden           | Stadion der Weltjugend, Berlín O.     | [ 28 ] |
| XXVIII                                                               | 1978-79 | 28-04-1979 | 1. FC Magdeburg (6)           | 1-0 (prò.)         | Berliner FC Dynamo          | Stadion der Weltjugend, Berlín O.     | [ 29 ] |
| XXIX                                                                 | 1979-80 | 17-05-1980 | FC Carl Zeiss Jena (4)        | 3-1 (prò.)         | FC Rot-Weiß Erfurt          | Stadion der Weltjugend, Berlín O.     | [ 30 ] |
| XXX                                                                  | 1980-81 | 07-06-1981 | 1. FC Lokomotive Leipzig (3)  | 4-1                | FC Vorwärts Frankfurt       | Stadion der Weltjugend, Berlín O.     | [ 31 ] |
| XXXI                                                                 | 1981-82 | 01-05-1982 | SG Dynamo Dresden (4)         | 1-1 (prò.) (5-4 p) | Berliner FC Dynamo          | Stadion der Weltjugend, Berlín O.     | [ 32 ] |
| XXXII                                                                | 1982-83 | 04-06-1983 | 1. FC Magdeburg (7)           | 4-0                | FC Karl-Marx-Stadt          | Stadion der Weltjugend, Berlín O.     | [ 33 ] |
| XXXIII                                                               | 1983-84 | 26-05-1984 | SG Dynamo Dresden (5)         | 2-1                | Berliner FC Dynamo          | Stadion der Weltjugend, Berlín O.     | [ 34 ] |
| XXXIV                                                                | 1984-85 | 06-06-1985 | SG Dynamo Dresden (6)         | 3-2                | Berliner FC Dynamo          | Stadion der Weltjugend, Berlín O.     | [ 35 ] |
| XXXV                                                                 | 1985-86 | 31-05-1986 | 1. FC Lokomotive Leipzig (4)  | 5-1                | 1. FC Union Berlin          | Stadion der Weltjugend, Berlín O.     | [ 36 ] |
| XXXVI                                                                | 1986-87 | 13-06-1987 | 1. FC Lokomotive Leipzig (5)  | 4-1                | FC Hansa Rostock            | Stadion der Weltjugend, Berlín O.     | [ 37 ] |
| XXXVII                                                               | 1987-88 | 04-06-1988 | Berliner FC Dynamo (2)        | 2-0 (prò.)         | FC Carl Zeiss Jena          | Stadion der Weltjugend, Berlín O.     | [ 38 ] |
| XXXVIII                                                              | 1988-89 | 01-04-1989 | Berliner FC Dynamo (3)        | 1-0                | FC Karl-Marx-Stadt          | Stadion der Weltjugend, Berlín O.     | [ 39 ] |
| XXXIX                                                                | 1989-90 | 02-06-1990 | SG Dynamo Dresden (7)         | 2-1                | Polizei SV Schwerin         | Fr.-Ludwig-Jahn-Sportpark, Berlín O.  | [ 40 ] |
| XL                                                                   | 1990-91 | 02-06-1991 | FC Hansa Rostock (1)          | 1-0                | Eisenhüttenstädter FC Stahl | Fr.-Ludwig-Jahn-Sportpark, Berlín     | [ 41 ] |

## Palmarès

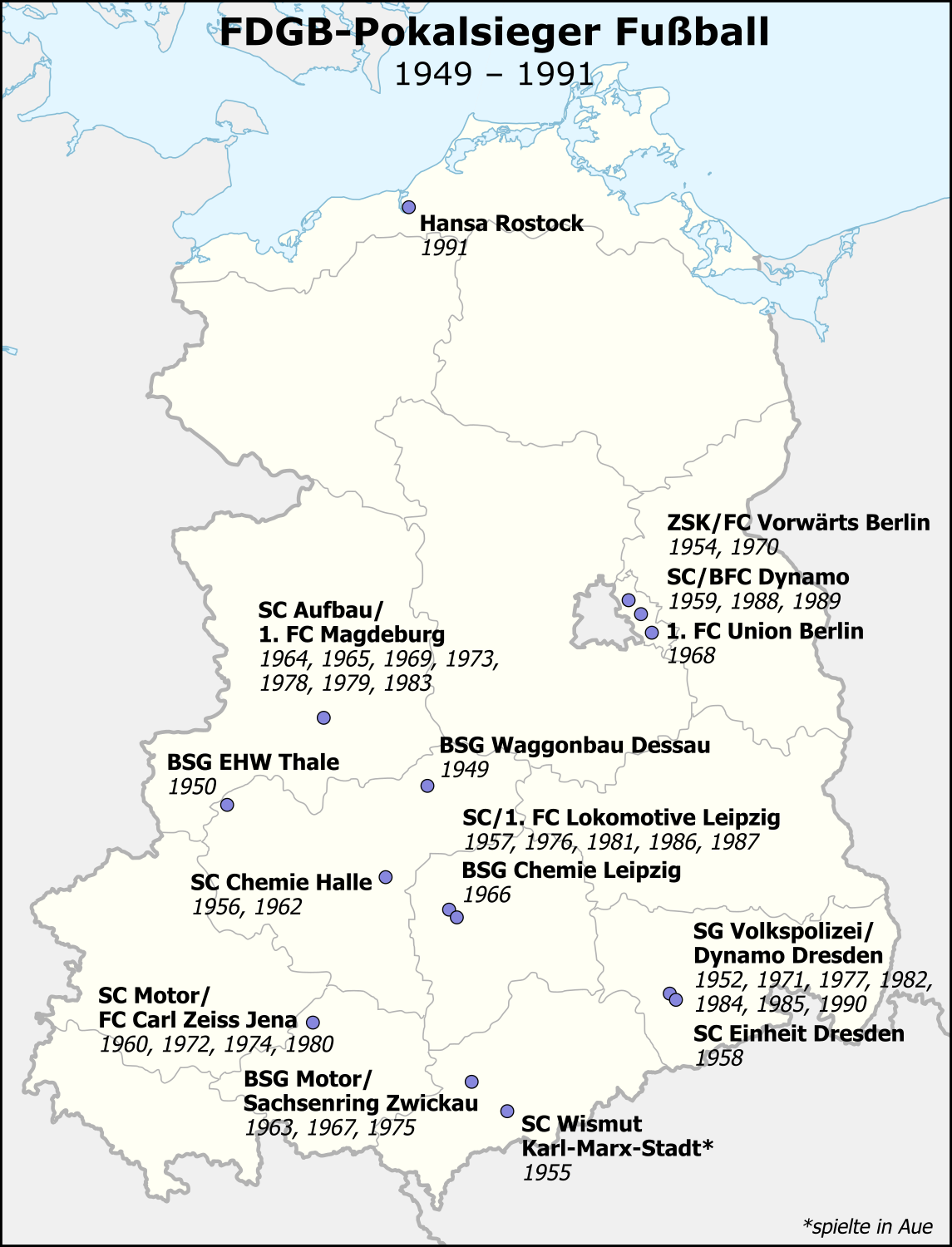
Mapa amb els campions.

| Club                      | Campionats | Edicions                                 |
| ------------------------- | ---------- | ---------------------------------------- |
| SG Dynamo Dresden         | 7          | 1952, 1971, 1977, 1982, 1984, 1985, 1990 |
| 1.FC Magdeburg            | 7          | 1964, 1965, 1969, 1973, 1978, 1979, 1983 |
| 1.FC Lokomotive Leipzig   | 5          | 1957, 1976, 1981, 1986, 1987             |
| FC Carl-Zeiss Jena        | 4          | 1960, 1972, 1974, 1980                   |
| Berliner FC Dynamo        | 3          | 1959, 1988, 1989                         |
| BSG Sachsenring Zwickau   | 3          | 1963, 1967, 1975                         |
| FC Vorwärts Berlin        | 2          | 1954, 1970                               |
| SC Chemie Halle           | 2          | 1956, 1962                               |
| FC Hansa Rostock          | 1          | 1991                                     |
| 1.FC Union Berlin         | 1          | 1968                                     |
| SC Wismut Karl-Marx-Stadt | 1          | 1955                                     |
| BSG Chemie Leipzig        | 1          | 1966                                     |
| SC Einheit Dresden        | 1          | 1958                                     |
| BSG EHW Thale             | 1          | 1950                                     |
| BSG Waggonbau Dessau      | 1          | 1949                                     |

1. ↑  Inclosos els títols obtinguts amb el nom de Volkspolizei Dresden.
2. ↑  Inclosos els títols obtinguts amb el nom d'Aufbau Magdeburg.
3. ↑  Inclòs el títol obtingut com SC Lokomotive Leipzig.
4. ↑  Inclosos els títols obtinguts amb el nom de Motor Jena.
5. ↑  Inclosos els títols obtinguts amb el nom de Motor Zwickau.
6. ↑  Posteriorment traslladat a Frankfurt/Oder com a FC Viktoria Frankfurt i 1. FC Frankfurt.
7. ↑  Inclosos els títols obtinguts amb el nom de Chemie Halle-Leuna.
8. ↑  Karl-Marx-Stadt anomenada actualment Aue.

## Supercopa de l'RDA
La Supercopa de la República Democràtica Alemanya fou una competició de vida curta, ja que només se celebrà un any. Enfrontà el campió de lliga (Dynamo Dresden) amb el campió de copa (Berliner FC Dynamo), guanyant aquest darrer.
| Edició | Temp.   | Campió             | Resultat | Subcampió         | refs  |
| ------ | ------- | ------------------ | -------- | ----------------- | ----- |
| I      | 1988-89 | Berliner FC Dynamo | 4-1      | SG Dynamo Dresden | [ 1 ] |